# Крошня
Кро́шня — історична місцевість, житловий масив, що розташований на території Житомира, на північ від його історичної частини, до 1971 року — селище міського типу.

## Історія
На берегах річки Крошенки здавна проживали люди. Так, у 1982—2008 роках О. О. Тарабукіним виявлена система поселень скіфського періоду ранньої залізної доби (VIII—III століття до н. е.) та XII—XIII століття.
Перша документальна згадка знаходиться у третій книзі записів «Литовської метрики». Це документи 1440—1498 років:
К Житомиру село Крошня. А въ томъ селе данъниковъ три, а дани даютъ колоду меду безъ дву ведеръ; а два ведра меду залегло на пустовъской земли. А полныхъ дей двадцать чоловека. Тые вси подымъщину дають, што озле пашуть. А тутъ же ловъцов четыри а пять слугъ; подымъщины не дають.
У травні 1506 року село Крошня (пол. Kroszna, Krosznia, Kroszenka) віддане у володіння зем'янину Івашку Вороничу (пол. Iwaszko Woronicz starszy) польським королем Олександром. Пізніше ці землі успадковує його онук Грицько (пол. Grzegorz) Ворона.
Також місцевість згадується 1540 року у скарзі зем'ян Житомирського повіту Вороничів на старосту села Федора Корецького, який не дозволяв ловити дичину в околицях села.
1552 року населення Крошні становило 7 осіб.
Згадується у люстрації Київського воєводства 1754 року, належало до житомирської єзуїтської місії, налічувало 40 дворів.

### У складі Російської імперії
На плані Житомира, датованому 1812 роком, «сельцо Крошня» показане на перетині дороги на Овруч з річкою Крошенкою. З міграцією на Волинь чехів і поселенням частини з них біля села Крошня у 1870-х роках виникла Крошня-Чеська. Тоді ж стара Крошня стала називатися Крошнею-Українською.
Станом на 1860 рік Крошня належала родині Кулишевських.
Близько 1874 року поблизу Крошні поселились переселенці з Моравії, чехи-колоністи, які переважно займались хмелярством. Згодом в орендованому приміщенні відкрили власну школу.
9 березня 1889 року відкрито чесько-православну церковно-парафіяльну школу. Першим вчителем якої став Кудімов Д. Р. При школі освячена церква святих В'ячеслава та Людмили.
У 1906 році у населених пунктах Левківської волості Житомирського повіту Волинської губерніїроці у Крошні-селянській (Українській) налічувалось 96 дворів, де проживало 429 осіб. У Крошні-Чеській — 102 двори, 654 чоловіки, на фермі Крошенка — 2 двори, 10 чоловік.

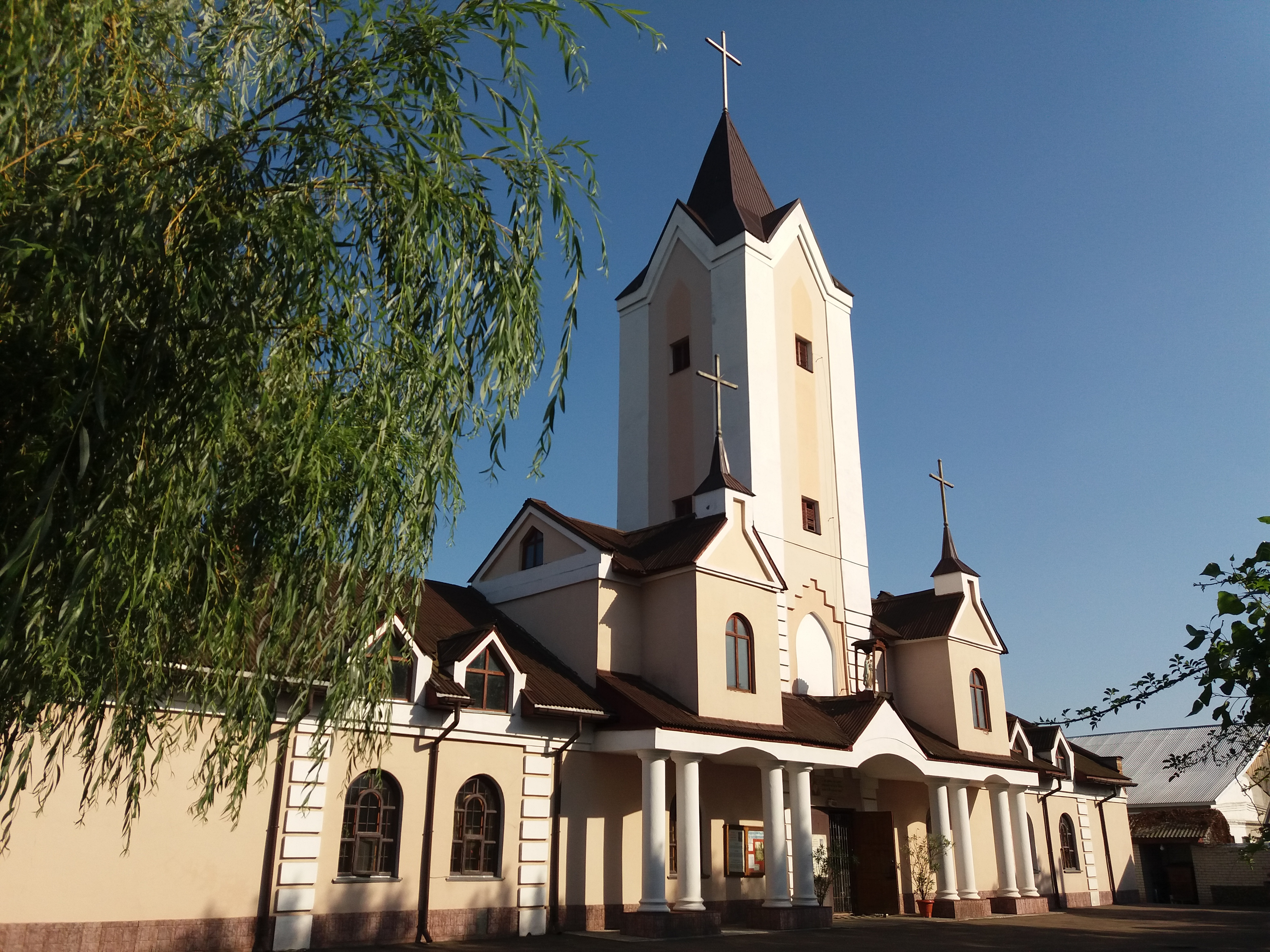
Костел святого Вацлава

У 1907—1908 роках побудовано костел святого Вацлава. Землі під будівництво виділив дворянин Волинської губернії Аршеневський Андрій Олександрович.
На початку XX століття на землях (983 десятин) Аршенєвського А. О., неподалік маєтку відкрилась православна церква. Її було закладено 1912 року на честь Господа Ісуса Сладчайшого (нині Покрови Пресвятої Богородиці)[джерело?]. Поруч побудована вже двоповерхова цегляна будівля двокласної церковно-парафіяльної школи при будівництві якої використано цеглу з Крошенського заводу.
1912 року відкрився пивоварний завод «Волинь», що належав Ігнатію Йосиповичу Альбрехту. При ньому розміщувався трактир.
Працював цегельний завод родини Аршенєвського (не зберігся, в районі сучасних вулиці Богдана Хмельницького та провулку Лугового) та два млини — Володимира Генфеля та паровий Аршенєвського (орендував Г. М. Радинер). Окрім того, на Крошні розміщувалось, 6 бакалійних та 1 ковбасна лавка.

### У складі УРСР
У 1923 році Крошня-Українська налічувалось 118 дворів та 880 осіб, Крошня-Чеська — 340 дворів та 1733 осіб.
У жовтні 1928 року на території пивзаводу відкрилась садово-городня професійна школа. У 1930 році вона переїхала до колишнього маєтку графа Аршенєвського та отримала нову назву — «Крошенський садово-городній технікум» (нині — Житомирський агротехколедж).
Будівлі пивзаводу були переспеціалізовані під «Житомирський консервний завод», а хмелесушарка — під управління колгоспу імені Калініна.
У середині XX століття північніше Крошні-Української сформувалося поселення за залізницею Житомир — Новоград-Волинський I, яке отримало назву — Нова Крошня.
У 1946 році Крошню-Українську перейменувано на Крошню, а Крошню-Чеську — на Крошню Другу. У 1958 році усі три Крошні були об'єднані в один населений пункт — селище міського типу Крошня. У 1971 році смт Крошня увійшло до складу міста Житомир.

#### Сталінські репрессії
За даними історика Мечислава Борака (чеськ. — Mečislav Borák) 28 вересня 1938 року було розстріляно 77 чехів. Їхні свідоцтва про смерть були фальсифіковані, тому навіть рідні не знали про справжню долю жертв.

#### Німецько-радянська війна
Неподалік старого кладовища, біля ставка, у Братській могилі поховано 14 воїнів (13 воїнів 2-ї гвардійської кавалерійської дивізії, що загинули в боях за Житомир 14 листопада 1943 року та один воїн 304-ї стрілецької дивізії, що загинув наприкінці грудня 1943 року (нині — вул. Северина Наливайка, 29). У 1955 році на могилі встановлена триметрова монументальна скульптура воїна, а 1988 року вона була замінена на скульптурний портрет п'яти воїнів (архітектор Васильченко К. М., скульптор Бірюк П. М.).
Під час визвольних боїв за місто у 1943 році у приміщенні сільськогосподарського технікуму розміщувався пересувний шпиталь. Померлого від тяжких ран Ларина М. В. поховано на Учнівській алеї, у 1961 році на могилі встановлено гранітний обеліск.

## Культові споруди
- Церква Покрови Божої Матері початку XX століття (1912—1914 роки)
- Костел святого Вацлава (1908 рік).

## Сучасність
Крошня — житловий мікрорайон з добре розвиненою інфраструктурою. Серед закладів освіти — філія УДФСУ, Житомирський агротехнічний коледж, ЗОШ № 16, № 28, ПТУ № 5, два ДНЗ та ЦРД. У будівлі колишньої парафіяльної школи, що збереглася, працює Міжшкільний навчально-виробничий комбінат.
У приміщенні колишнього пивзаводу відкрито кафе «Альбрехт».
У 2016 році на берегах Крошенки закладено Крошенський парк відпочинку.
Продовжується забудова багатоповерхівками, а також котеджного масиву.